# L'Enlèvement d'Europe (Boucher)
Pour les articles homonymes, voir L'Enlèvement d'Europe.
L'Enlèvement d'Europe est un tableau réalisé par le peintre français François Boucher en 1747. Cette huile sur toile est une peinture mythologique qui représente Europe assise sur le beau taureau blanc en lequel Jupiter s'est métamorphosé, juste avant qu'il ne l'enlève. La jeune femme y figure les seins nus, entourée de Néréides et autres Tritons, mais aussi survolée par des Amours que regarde un aigle. Exposée au Salon de peinture et de sculpture l'année de sa création, l'œuvre fait partie des collections du musée du Louvre, à Paris.